# جبريل كوهن
جبريل كوهن (10 أبريل 1991 في إسرائيل - ) هو لاعب كرة قدم إسرائيلي في مركز حراسة المرمى. لعب مع مكابي نتانيا وBeitar Nahariya F.C. ‏ وMaccabi Sektzia Ma'alot-Tarshiha F.C. ‏ ومكابي إيروني كريات آتا ‏ ونادي هبوعيل الخضيرة وMaccabi Tzur Shalom F.C. ‏.